# Låsby Stationsby
Låsby Stationsby er en bebyggelse i Østjylland, beliggende 3 km nordøst for Låsby, 4 km nordvest for Galten og 19 km nord for Skanderborg. Bebyggelsen hører til Skanderborg Kommune og ligger i Region Midtjylland. Låsby Stationsby hører til Låsby Sogn, og Låsby Kirke ligger i den nordlige ende af Låsby.

## Jernbanen
Bebyggelsen opstod omkring Låsbys station på Aarhus-Hammel-Thorsø Jernbane (1902-56). Stationen blev lagt så langt fra byen for at banen kunne blive nede på kanten af ådalene og ikke skulle op i bakkerne ved Toustrup  Mark og Sorring. Ved stationen blev der bygget enkelte huse og en brugsforening. Foruden banens eget varehus, der først blev opført året efter åbningen af banen, blev der opført et privat varehus til foderstoffer. I 1918 blev der opført en kartoffelmelsfabrik, som senere skiftede til at producere margarine, men ophørte inden 1930.
Stationsbyen og Hammelbanen fik ikke den store betydning for selve Låsby, som lå tættere på hovedvejen Aarhus-Silkeborg. Så da der i 1920'erne og 1930'erne kom gang i lastbil- og rutebildrift, nægtede sognerådet i Låsby gentagne gange at bidrage til dækning af banens underskud. Således også i 1940, men der var baneselskabet presset af, at det kun kunne få del i et statstilskud, hvis samtlige kommuner i banens opland ville være med til at dække banens underskud. Derfor lukkede selskabet Låsby station et par uger omkring jul og lod sine rutebiler køre uden om sognet, og så måtte Låsby sogneråd give efter.
Stationsbygningen er bevaret på Kjærlingsvej 3. Herfra kan banens tracé ses i begge retninger, men det er for det meste utilgængeligt.